# Neves Bendinha
Adão Neves Bendinha (Ícolo e Bengo, 24 de novembro de 1937 — Luanda, 15 de maio de 1961) foi um desenhista industrial, sindicalista e guerrilheiro angolano, principal comandante operacional dos ataques a Luanda em fevereiro de 1961, a ação que deu início à Guerra de Independência de Angola.

## Biografia
Adão Neves Bendinha nasceu em 24 de novembro de 1937, na localidade de Gunza, em Ícolo e Bengo. Seus pais eram Adão Mateus Bendinha e Luzia João Marques Neves. Vinha de uma família de metodistas.
Fez seus estudos primários, entre 1947 e 1950, na Escola da Missão Evangélica de Calomboloca, concluindo a 4ª classe em Luanda em 1952. Em 1953 e 1954 iniciou os estudos secundários no Colégio da Casa das Beiras, mas sua família não conseguiu reunir recursos para lhe permitir continuar os estudos.
Em 1955 passou a trabalhar como empregado da firma de construção civil do engenheiro Eduardo Travassos em Luanda, trabalhando no setor administrativo e como desenhista industrial dos canteiros de obras dado sua capacidade de organização e seu letramento razoável.
Em 1957 afilia-se à Igreja Evangélica do Redentor, sendo nomeado Presidente da Juventude da igreja e enviado como delegado distrital para o Congresso da Juventude das Igrejas Evangélicas realizado naquele ano em Quêssua. Mostrou ser bastante organizado e dinâmico, articulando ações religiosas com a juventude de Ícolo e Bengo.
Influenciado pelas ideias nacionalistas de figuras e grupos que agiam na periferia de Luanda, particularmente do militante Aristides Cadete "Kima Kienda", do Movimento de Libertação Nacional de Angola (MNLA) e do Movimento para a Independência de Angola (MIA), passou a organizar reuniões de cunho sindical com os trabalhadores da construção civil. Porém, acabou por se filiar à União das Populações de Angola (UPA), em 1957, por influência Zacarias António Amaro, um alfaiate proveniente de Nezeto. Sua filiação à UPA foi confirmada pelo dirigente Luís Inglês, no mesmo ano. A UPA enxergava em Neves Bendinha uma potencial liderança anticolonial.
A agitação anticolonial em Ícolo e Bengo era muito grande em relação ao restante da região de Luanda. Entre 1959 e 1960 a região tornou-se uma das zonas de forte influência do Movimento Popular de Libertação de Angola (MPLA), principalmente após a marcha em protesto pela libertação de Agostinho Neto em 1960, um dos primeiros atos de rebeldia explícita em Angola no pós-segunda guerra mundial. As autoridades coloniais responderam violentamente com munição — trinta pessoas foram assassinadas e duzentas feridas no "Massacre de Ícolo e Bengo". O impacto da repressão foi decisivo para a formação política de Neves Bendinha.
No final de 1960 o monsenhor Manuel das Neves passa a organizar aquele que viria a ser o primeiro ataque da Guerra de Independência de Angola. Além de recrutar para os organismos do MPLA os militantes inativos da UPA em Luanda, estabeleceu uma cadeia de comando centrada em Neves Bendinha, com chefes de unidades dados a várias moradores ou naturais de Ícolo e Bengo, como Raul Deão, Francisco Imperial Santana, Virgílio Sotto-Mayor, Manuel Cadete Nascimento, Domingos Manuel Mateus, João Beto e Domingos da Silva Paiva. Com o monsenhor Manuel, Bendinha colaborou na definição criteriosa dos locais estratégicos de Luanda que deveriam ser os alvos dos ataques.
Naquele momento, coube principalmente a Bendinha o recrutamento de trabalhadores da construção civil que tinha contatos sindicais, bem como sapateiros, pescadores e alfaiates, que viriam formar o grupo de ataque guerrilheiro. Por mais que estivesse recrutado para os organismos do MPLA por monsenhor Manuel e Kima Kienda, Bendinha ainda acreditava que Luís Inglês e Holden Roberto fossem prover meios para o ataque, mas em janeiro de 1961 ficou patente que a UPA não se interessava pela ação, pois não proveu recurso material algum. Para dar prosseguimento ao plano Bendinha afiliou-se mais fortemente aos grupos e células vinculados ao MPLA, nomeadamente o grupo Bota-Fogo, o grupo sindical dos enfermeiros, a célula Espalha Brasas e as células comunistas do MINA/MPLA.
Conseguidos os recursos e os materiais com os grupos e células do MPLA, inclusive de propaganda, ocorreram os ataques de 4 e 9 de fevereiro daquele ano à Casa de Reclusão Militar, em Luanda, a Cadeia da 7ª Esquadra da polícia, a sede dos CTT e a Emissora Nacional de Angola. Com a falha absoluta dos ataques aos alvos, houve um plano de retirada para a periferia de Luanda e para o Congo-Quinxassa, destino este que pretendia seguir Bendinha. Nos dias 10, 17 e 19 de fevereiro os grupos remanescentes tentaram realizar novos ataques, mas não obtiveram sucesso.
Cercado em Luanda, Bendinha ficou abrigado nos musseques da periferia da capital entre fevereiro e abril de 1961. Foi oferecida uma recompensa de 22 mil escudos por informações de sua localização. A pressão psicológica diante das constantes ameaças à integridade física de sua família proferidas pelos portugueses fizeram-no desistir de se esconder a partir de uma garantia de que seus familiares não seriam perseguidos.
Entregou-se à guarnição da Cadeia de São Paulo, em Luanda, em 9 de abril de 1961. Torturado por muitos dias pelos portugueses, não resistiu aos maus-tratos e morreu na prisão em 15 de maio de 1961. Seu corpo foi vilipendiado pelos portugueses e dado de comida aos cães.

## Homenagens
Seu nome é dado ao bairro Neves Bendinha, no município de Maianga, e ao Hospital Geral Especializado Neves Bendinha (ou Hospital dos Queimados), localizado no mesmo bairro.